# Rostgans

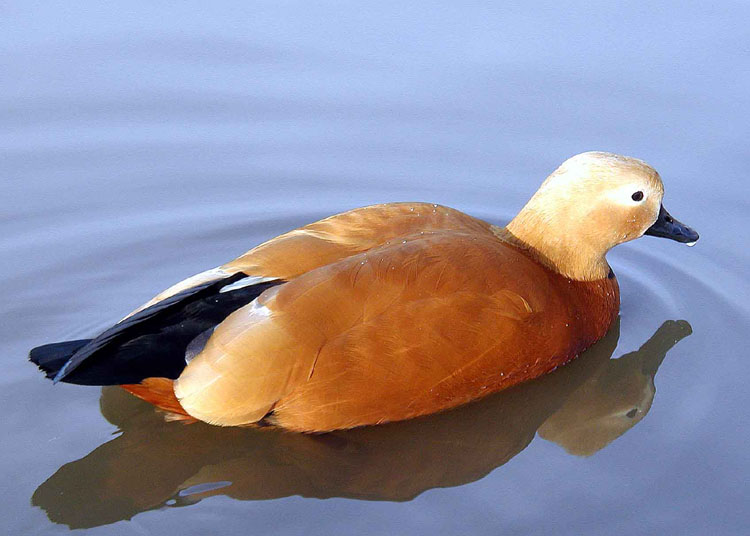
Rostgans

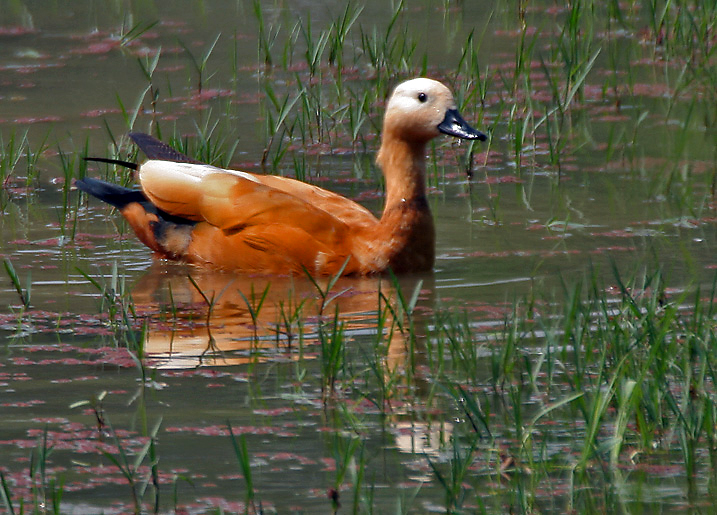
Weibchen in Bharatpur

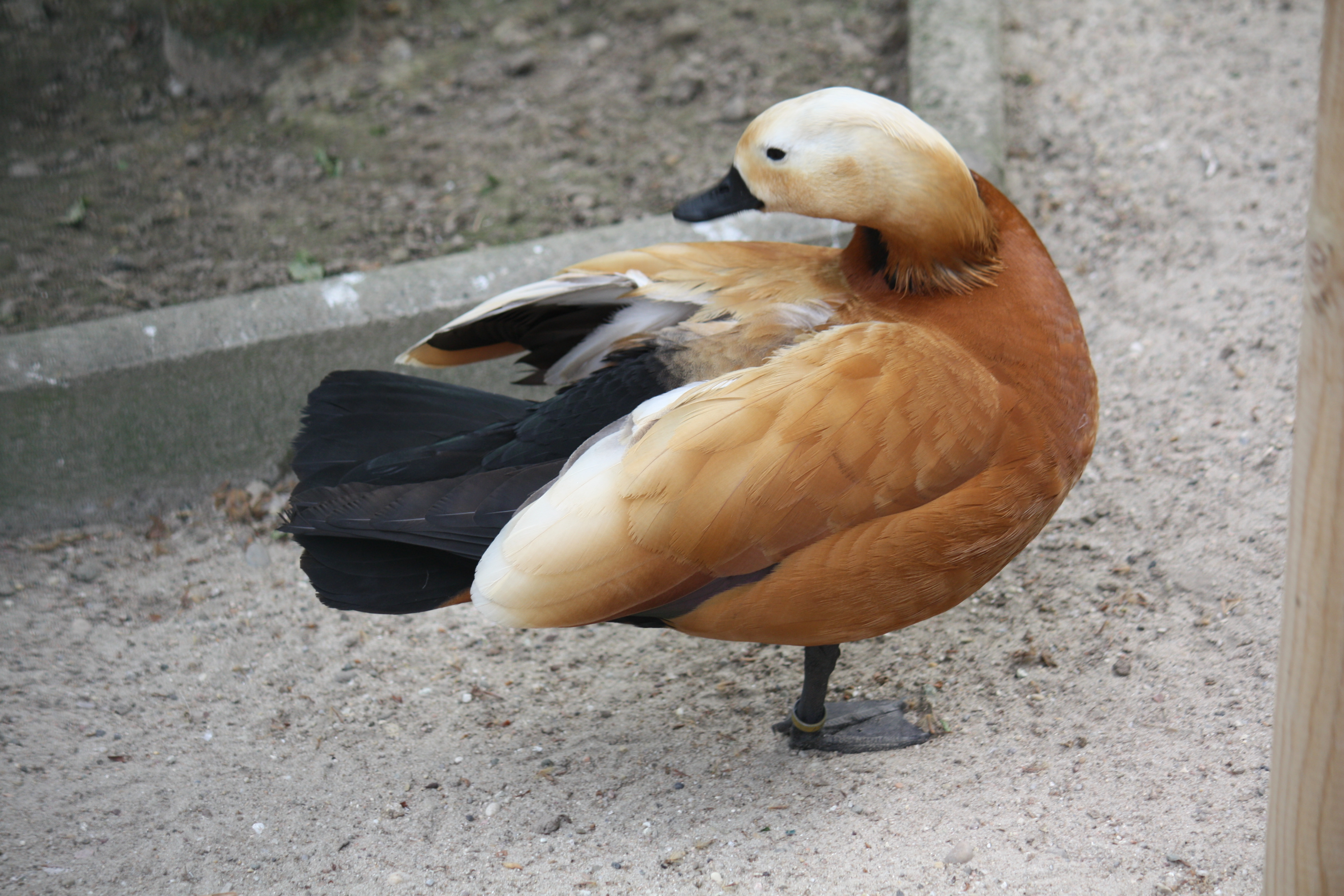
Rostgans

Die Rostgans (Tadorna ferruginea) ist eine der sieben Arten der im deutschen Sprachraum auch als Kasarkas bezeichneten Gattung Tadorna, die der oft als Halbgänse bezeichneten Unterfamilie Tadorninae zugerechnet werden. Wie für diese Gattung charakteristisch weist die Rostgans sowohl Merkmale gründelnder Enten der Seichtwasserzone als auch Merkmale äsender Gänse angrenzender Weideflächen auf.
Rostgänse sind in den innerasiatischen Steppen und Halbwüsten beheimatet. In Europa gibt es wildlebende Populationen, die jedoch alle Gefangenschaftsflüchtlingen zugerechnet werden.

## Name
Die deutsche Bezeichnung „Rostgans“ leitet sich aus der rostbraunen Körperfärbung ab. Ähnlich hat sich die lateinische Bezeichnung entwickelt. Ferrugo ist das lateinische Wort für Eisenrost. Die Gattungsbezeichnung Casarca dagegen ist ein Lehnwort aus dem Russischen. Im Russischen wird der Begriff „Kasarka“ allerdings für die Gänse der Gattung Branta verwendet.

## Aussehen

### Erscheinungsbild ausgewachsener Rostgänse
Beide Geschlechter sind intensiv rostbraun oder rostgelb gefärbt und haben einen heller gelblichen oder weißen Kopf. Die Vorderflügel sind weiß oder weißlich, Handschwingen und Schwanz sind schwarz, die Armschwingen sind smaragdgrün. Dies ist in der Regel nicht erkennbar, wenn sie am Boden laufen. Bei schwimmenden Rostgänsen sind die weißen Vorderflügel an den Körperseiten als weißer Längsstreifen mitunter sichtbar. Bei fliegenden Rostgänsen ist der Kontrast zwischen den weißen Vorderflügeln, den schwarzen Schwingen und dem schwarzen Schwanz jedoch sehr auffällig. Ihr Flug ist sehr geschickt. Sie sind auch in steilem und alpinem Gelände sehr wendige Flieger. Man kann sie häufig beobachten, wie sie auf Warten sitzen.
Beide Geschlechter sind sich sehr ähnlich. Das Männchen ist an seinem schmalen schwarzen Halsring vom Weibchen unterscheidbar. Dieses Merkmal ist jedoch nur während der Fortpflanzungszeit auffällig, wenn das Männchen das Prachtkleid trägt. Im Ruhekleid fehlt der schwarze Halsring auch beim Ganter gelegentlich völlig oder ist nur angedeutet. Als weiteres Unterscheidungsmerkmal gilt, dass der Kopf bei den Weibchen etwas heller ist als bei den Männchen und fast weiß wirken kann. Die Männchen sind außerdem etwas schwerer als die Weibchen. Sie haben ein durchschnittliches Gewicht von etwas unter 1,4 Kilogramm, während die Weibchen im Schnitt 1,2 Kilogramm wiegen.

### Erscheinungsbild von Dunenküken und Jungvögeln
Die Dunenküken der Rostgans weisen ein ähnlich kontrastreiches schwarzbraun-weißes Federkleid auf wie die der Brandgänse. Schwarzbraune Dunen finden sich auf dem Rücken, der Kopfplatte und am Hals. Im Unterschied zu den Dunenküken der Brandgans fehlt ihnen der dunkle Fleck jeweils hinter und unter dem Auge. Bei frisch geschlüpften Dunenküken ist der Schnabel blaugrau mit einem hellbraunen Nagel. Die Beine sind olivgrau, die Füße und die Schwimmhäute sind graurosa. Die Iris ist braun. Zu dem Zeitpunkt, zu dem junge Rostgänse flügge werden, ist ihr Schnabel durchgängig dunkel. Die Beine und Füße sind dunkel olivgrau und die Schwimmhäute haben sich zu einem dunklen Grau umgefärbt.

## Stimme
Das Stimmrepertoire der Rostgans ist insgesamt sehr variabel. Der charakteristische Ruf für Rostgänse sind weittragende, nasal klingende trompetende Rufe. Sie erinnern an die der Kanadagans, sind aber von der Tonlage her höher. Diese ang oder eng-Rufe sind sehr häufig zu hören. Gelegentlich rufen Männchen und Weibchen duettartig abwechselnd. Von drohenden oder imponierenden Männchen ist gelegentlich ein weiches, gedehntes arörr zu hören. Nähert sich ein Fressfeind oder auch ein Mensch während der Nistzeit der Nisthöhle, drohen die Tiere mit gestrecktem Hals und gesenktem Kopf. Dabei lassen sie ein ständig wiederholtes gaa hören.

## Verbreitung und Lebensraum

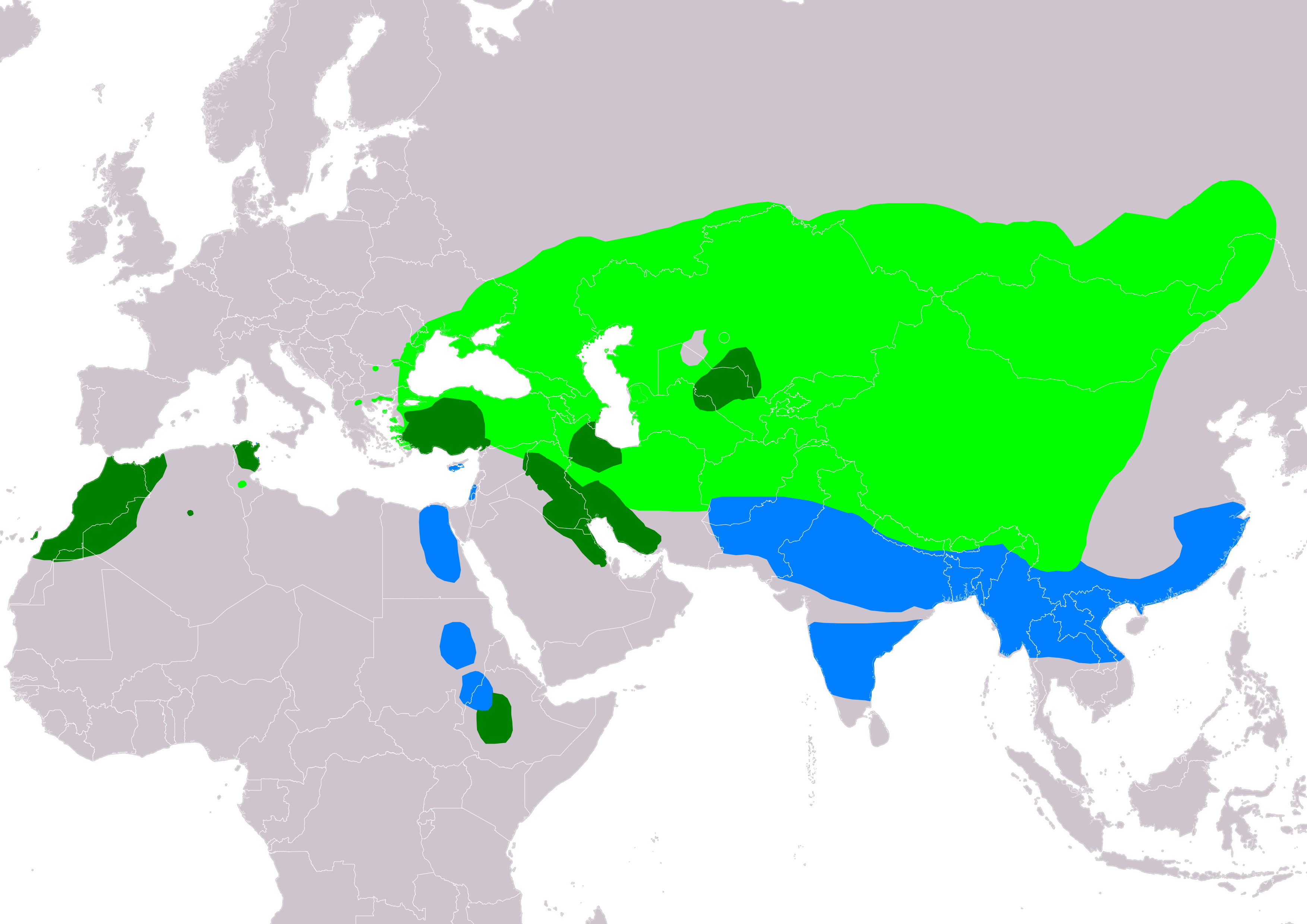
Verbreitung der Rostgans:
Brutgebiete
Ganzjähriges Vorkommen
Überwinterungsgebiete
Zusammengestellt von BirdLife International and Handbook of the Birds of the World (2016) 2014.

Verbreitet ist die Rostgans hauptsächlich im Inneren Asiens, wo sie in Steppen- und Wüstenzonen vornehmlich flache, salzhaltige Seen und Lagunen besiedelt. Viele der von ihr besiedelten Seen finden sich auf Hochplateaus. In Tibet brütet sie bis in Höhen von 5000 Metern. Das europäische Brutgebiet erstreckt sich vom Kaspischen Meer nach Westen bis zum Schwarzen Meer und umfasst auch den Süden der Ukraine. Vereinzelte Brutvorkommen gibt es in der Türkei und in Griechenland. In Rumänien brütet sie ausschließlich im Donaudelta. Sie ist außerdem im nordwestlichen Afrika beheimatet. Während des Winterhalbjahrs hält sie sich bevorzugt an großen Süßwasserseen auf. Die großen Populationen, die im Sommerhalbjahr in Zentralsibirien beheimatet sind, ziehen dann in die Ebenen Nord- und Zentralindiens, Bangladeschs und nach Süd- und Ostchina sowie Taiwan und Korea. Der indische Halbkontinent ist dabei eines ihrer wichtigsten Überwinterungsgebiete.
Anders als die zur gleichen Gattung gehörende Brandgans hält sie sich nur sehr selten an Küstengewässern auf. Rostgänse präferieren offene Landschaften und sind vorwiegend dort zu finden, wo größere Vegetation fehlt. Die Abwesenheit von Vegetation scheint bei der Wahl der Brutreviere eine größere Rolle zu spielen als der Gewässertyp. Während des Winterhalbjahrs halten sie sich überwiegend an Flussläufen auf.

## Lebensweise
Rostgänse sind Höhlenbrüter, die mitunter auch selbst Höhlen graben, in denen die Weibchen acht bis elf, teils bis 16 Eier ausbrüten. Während der Brutzeit sind Rostgänse streng territorial und dulden keine anderen Entenvögel (Anatidae) in ihrem Revier.
Rostgänse ernähren sich in erster Linie herbivor von Grünteilen und Samen von Kultur-, Steppen-, Litoral- und Wasserpflanzen. Zur Nahrungsaufnahme suchen sie zum Teil sehr weit vom nächsten Gewässer entfernte Felder und Wiesen auf. Gras wird ähnlich wie von Gänsen gezupft. Im seichten Wasser nehmen Rostgänse Nahrung auch schnatternd und gründelnd auf. Neben pflanzlicher Kost werden auch Kleinkrebse, Würmer und Insekten, selbst Fischchen und Amphibien in geringer Menge aufgenommen.

## Fortpflanzung

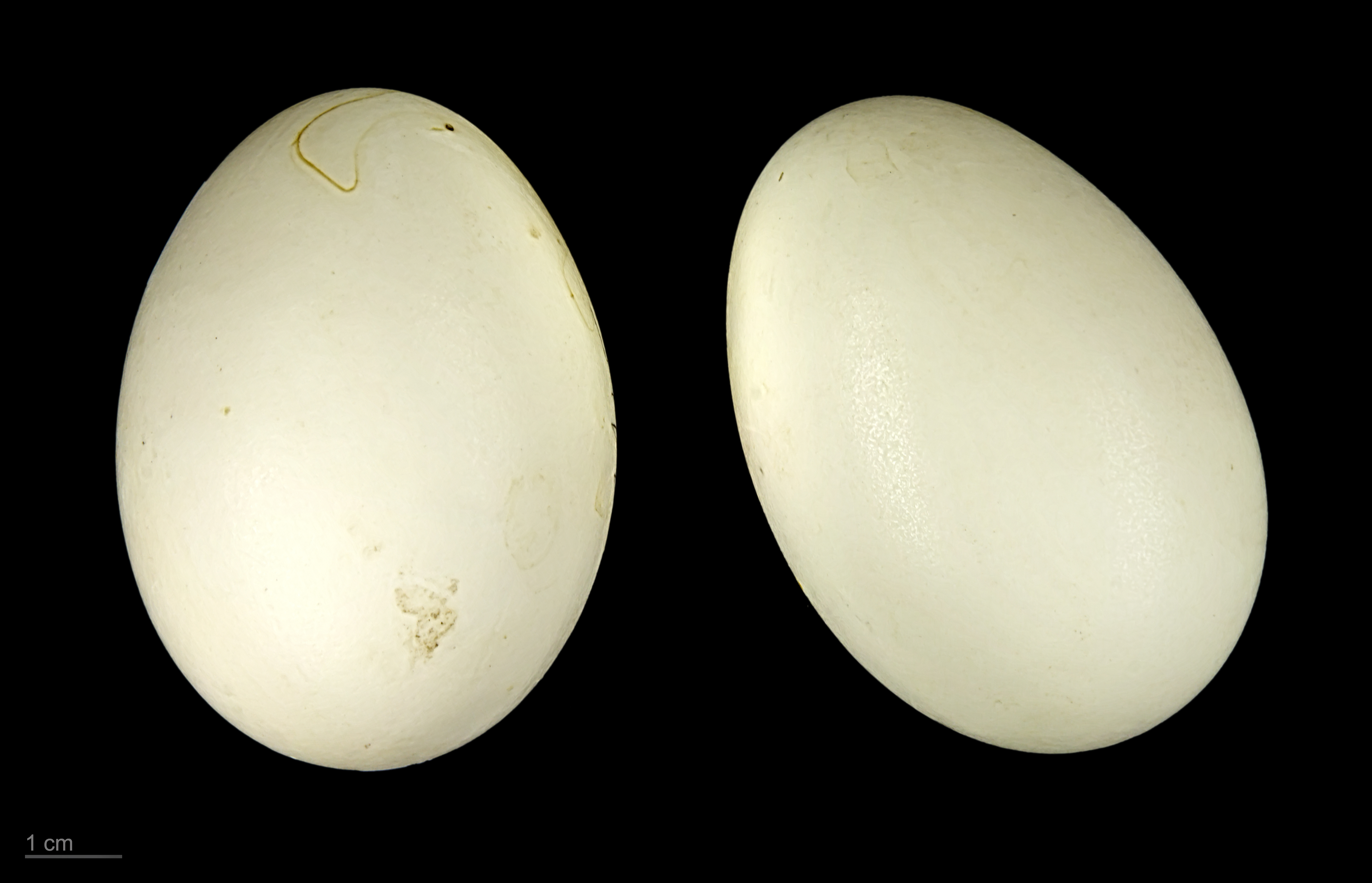
Eier der Rostgans

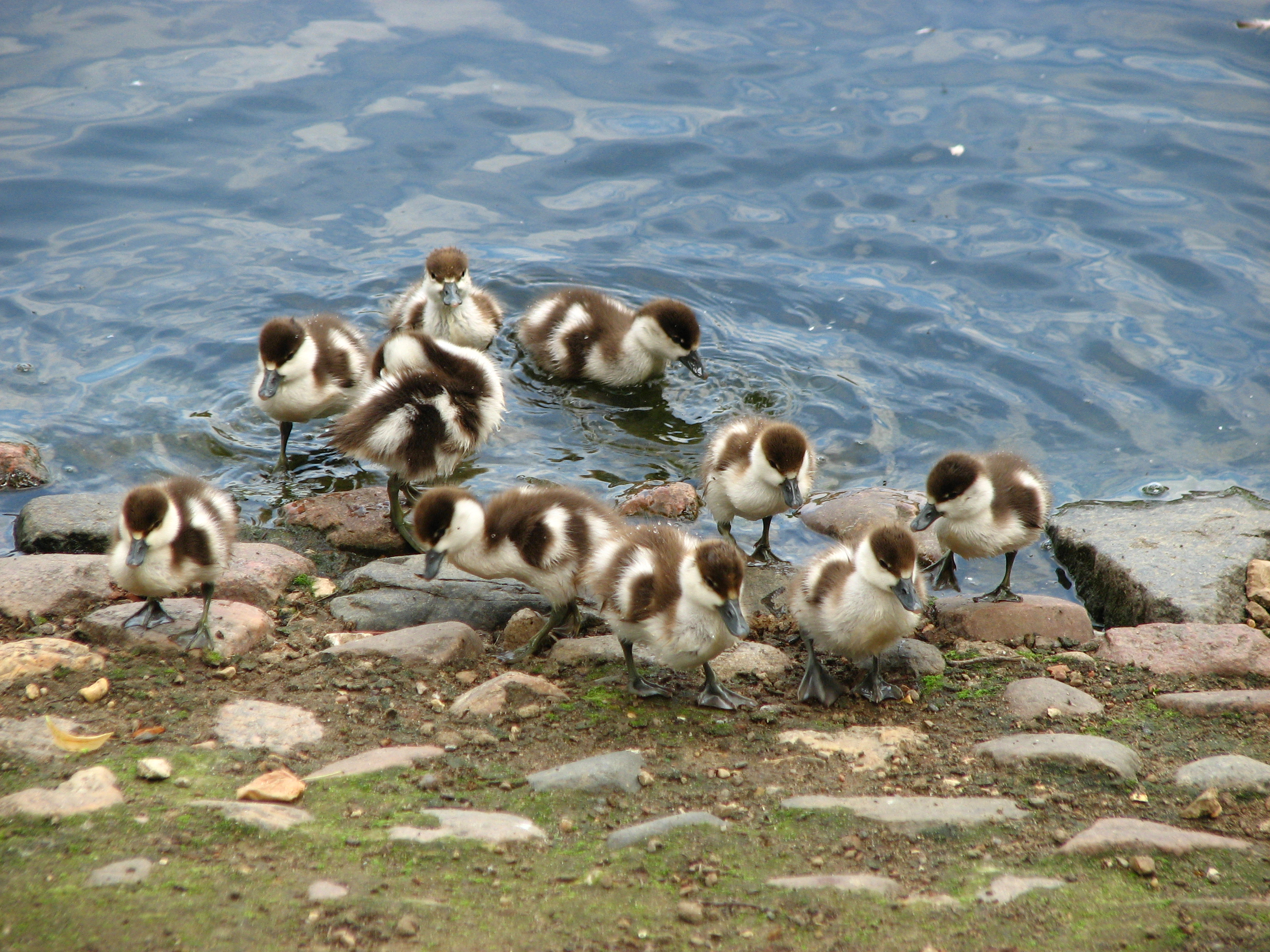
Küken

Rostgänse sind monogame Gänsevögel. Die Paarbildung findet im zweiten Lebensjahr statt. Brutterritorien werden von ihnen intensiv verteidigt. Ähnlich wie die Brandgans, die zur selben Gattung zählt, nistet die Rostgans bevorzugt in Gesteinshöhlen oder höhlenartigen Bauen und Vertiefungen. Sie nutzt aber auch verlassene Greifvogelnester für ihre Gelege. Das Nest ist eine flache Mulde, die nur mit wenig pflanzlichem Material ausgelegt wird. Sie wird aber mit einer großen Zahl an Nestdunen ausgepolstert.
Das Gelege besteht aus acht bis zehn Eiern. Diese sind rundoval, von weißer Farbe und glänzen matt. Der Zeitpunkt der Eiablage ist vom Verbreitungsgebiet abhängig. In Mittelsibirien legen Rostgänse nicht vor Mitte April. In südlicheren Verbreitungsgebieten beginnen Rostgänse bereits Mitte März mit der Brut. Das Gelege wird allein vom Weibchen bebrütet. Das Männchen hält sich jedoch in der Nähe des Nestes auf und hält Wache. Die Jungen sind Nestflüchter, die die Höhlen wenige Stunden nach ihrem Schlupf verlassen. Familien bleiben zunächst für sich. Sobald die Jungen jedoch etwas herangewachsen sind, schließen sich die Brutvögel eines Brutgebietes und ihre Nachkommen zu einem größeren Verband zusammen. Jungvögel sind mit etwa 55 Lebenstagen flügge und sind kurz danach von den Elternvögeln unabhängig.

## Rostgänse als Neozoen in Europa

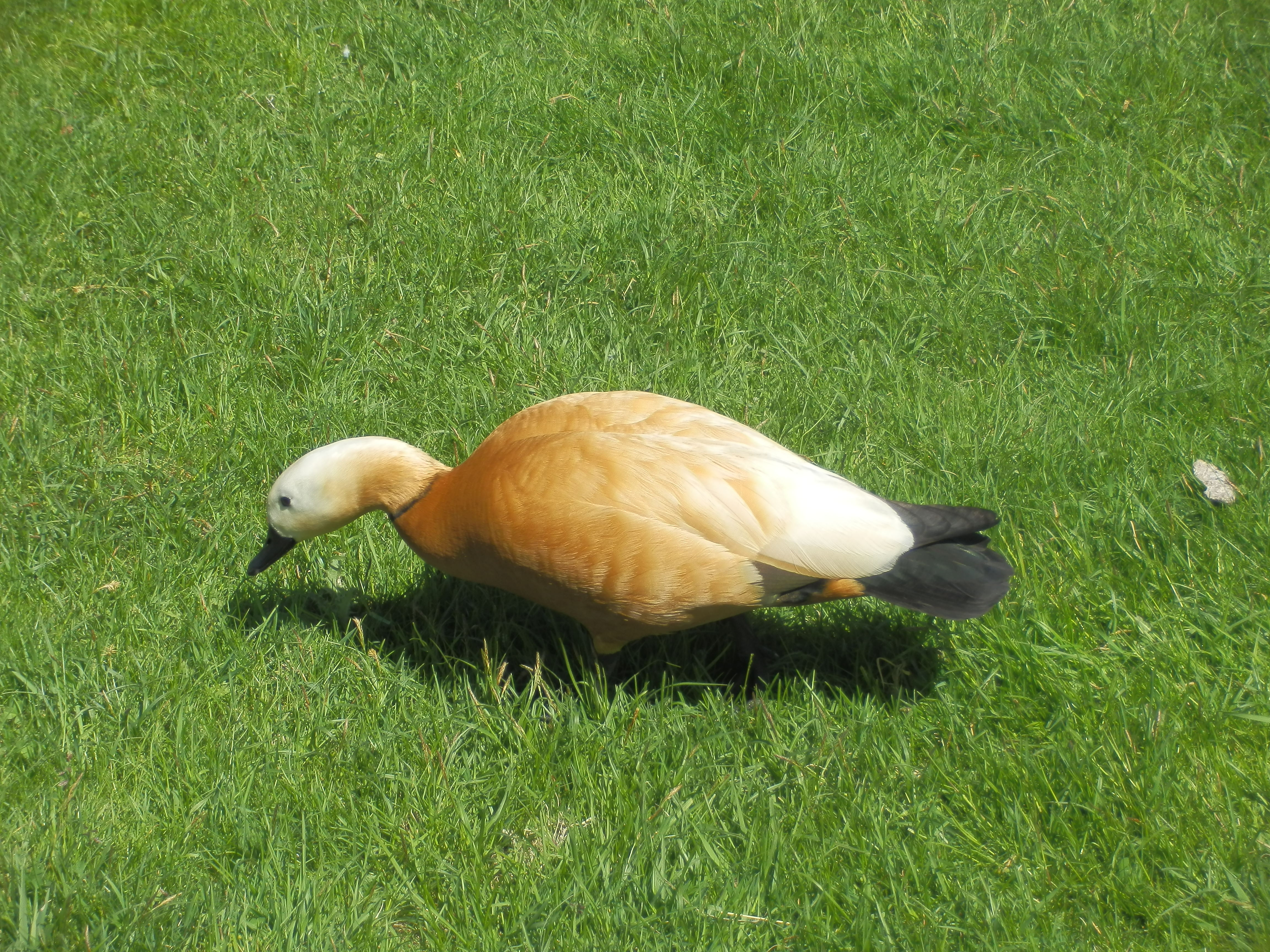
Rostgans im Tierpark von Reischach

Hartmut Kolbe weist darauf hin, dass Nachweise auf Rostgänse in Europa bis in das Jahr 1601 zurückgehen. Sie belegen, dass Rostgänse gelegentlich die Alpen überqueren. Heute werden europäische Rostgänse allerdings den Neozoen zugerechnet, da man davon ausgeht, dass es sich entweder direkt um Gefangenschaftsflüchtlinge oder um deren Nachkommen handelt. Dass Einflüge aus Asien bis heute stattfinden, belegt eine 1978 in Polen gefangene Rostgans, die in Kirgisien beringt wurde. Das Vorkommen der Rostgans in Europa ist problematisch, da die Exotin einheimische Vögel verdrängt. Zur Brutzeit verhält sie sich äußerst aggressiv. Aus ihrem Brutrevier vertreibt sie fast alle Enten und besetzt auch Brutkästen von Schleiereulen und Turmfalken.
Die größte Rostganspopulation außerhalb des natürlichen Verbreitungsgebiets lebt in der Schweiz. Die erste in Freiheit brütende Rostgans wurde 1963 in Zürich entdeckt. Seit zehn Jahren vermehrt sich die Art exponentiell, vor allem an Kleinseen im Aargau und in Zürich. Dramatisch ist die Situation am Klingnauer Stausee: 2004 wurden dort über 400 Rostgänse gezählt. In den Kantonen Aargau und Zürich wird die Rostgans aktiv bekämpft: Neben Abschüssen werden auch Gelege angestochen, um Bruten zu verhindern.
In Deutschland gab es neben Übersommerungen lange Zeit nur einzelne Bruten, ohne dass sich eine Brutpopulation fest angesiedelt hätte. Seit den 1980er Jahren kommt es in Baden-Württemberg und Nordrhein-Westfalen alljährlich zu Bruten. Im Kreis Wesel wurden seit der Mitte der 1990er Jahre Trupps von bis zu 140 Individuen beobachtet. Im Wildtiermonitoring Bayern (BJV) wurden in den Jahren 2016–2019 insbesondere im nördlichen Schwaben und südlichen Mittelfranken, sowie in der Oberpfalz Rostgans-Vorkommen gemeldet. In den Niederlanden waren zwischen 1961 und 1994 von 65 Brutversuchen nur 17 erfolgreich. Eine feste Ansiedlung erfolgte ab den 1980er Jahren, und für die Zeit von 1998 bis 2000 wird der Brutbestand auf fünf bis zwanzig Paare geschätzt.
Stand 2025 brüten mehrere Rostganspaare im Bereich Iller/Donau in Schwaben. Sie sind seit einigen Jahren stet geworden.

## Bestand
Die IUCN schätzt den Gesamtbestand der Rostgans auf 170.000 bis 220.000 Tiere. Die Art gilt als „nicht gefährdet“ (least concern). Dies gilt jedoch nicht für alle Teile ihres Vorkommensgebietes. So ist die Rostgans in Rumänien, Griechenland und der Türkei, wo sie einstmals weit verbreitet war, weitgehend verschwunden und kommt nur noch zerstreut mit wenigen Brutpaaren vor.

## Kulturgeschichte
In der klassischen Sanskrit-Dichtung kommt ein Vogel namens Chakravaka (चक्रवाक cakravāka) vor, der in der indologischen Literatur mit der Rostgans identifiziert wird (häufig findet sich dort noch der veraltete wissenschaftliche Name Anas casarca statt Tadorna ferruginea). Der Chakravaka-Vogel dient in der Dichtung als Symbol für Liebe und Treue. Das Chakravaka-Männchen und -Weibchen erscheinen als unzertrennliches Paar, das in tiefer Liebe miteinander verbunden ist. Häufig wird auch auf eine Legende Bezug genommen, der zufolge das Männchen und das Weibchen wegen eines Fluches nachts voneinander getrennt sind und die ganze Nacht damit verbringen, wehklagend nach dem anderen zu rufen. Die gleiche Funktion wie der Chakravaka-Vogel in der Sanskrit-Dichtung übernimmt in der klassischen Tamil-Dichtung ein Vogel namens Andril (அன்றில் aṉṟil). Dieser ist allerdings auch mit dem Saruskranich (Grus antigone) oder mit dem Warzenibis (Pseudibis papillosa) identifiziert worden.